# اندلو-موروال
اندلات-موروال (به فرانسوی: Andelot-Morval) یک کامین در فرانسه است که در Canton of Saint-Julien واقع شده‌است.

## خصوصیات
اندلات-موروال ۱۰٫۵۴ کیلومترمربع مساحت و ۸۹ نفر جمعیت دارد.